# Paul Gerhardt

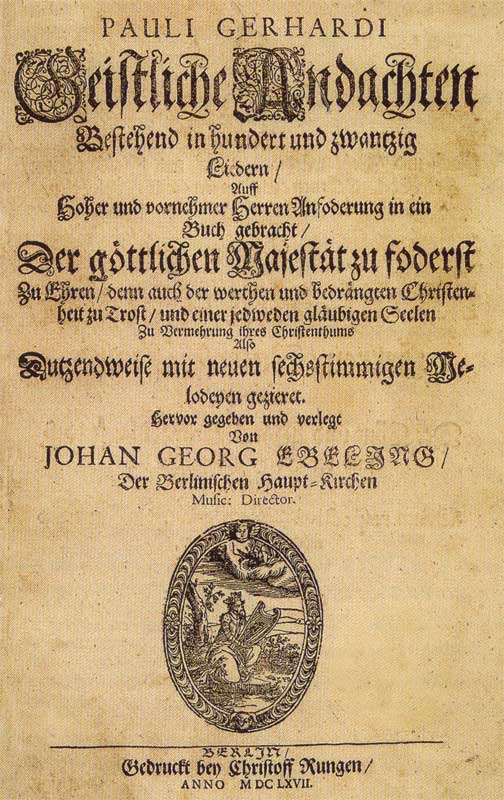
Ebeling, Johann Georg (vyd.). Paul Gerhardts Geistliche Andachten (1667)

Paul Gerhardt (12. března 1607 Gräfenhainichen v Sasku – 27. května 1676 Lübben) byl německý barokní básník, teolog, nejznámější autor textů německých kostelních písní.

## Biografie
Povoláním byl luteránský duchovní. V letech 1628–1642 studoval teologii na wittenberské univerzitě. O rok později se přesunul do Berlína, kde jako domácí učitel setrval až do roku 1651. Od roku 1651 působil jako probošt v Mittenwalde. Roku 1655 se oženil s Anna Maria roz. Berthold. O dva roky později působil v berlínském kostele 'Nikolaikirche'. Od roku 1668 byl arciděkanem v Lübbenu.
Jeho sebrané písně vyšly v letech 1666–1667 pod titulem Geistliche Andachten. Objevují se dodnes běžně v německých evangelických i katolických kancionálech a řadu jich zhudebnil Johann Sebastian Bach.

## Kostelní písně
- Geh aus, mein Herz, und suche Freud[9]